# Philodromus lividus
Philodromus lividus là một loài nhện trong họ Philodromidae.
Loài này thuộc chi Philodromus. Philodromus lividus được Eugène Simon miêu tả năm 1875.